# Aztecolus productus
Aztecolus productus är en mångfotingart som beskrevs av Loomis 1968. Aztecolus productus ingår i släktet Aztecolus och familjen Spirobolidae. Inga underarter finns listade i Catalogue of Life.